# Tranums kyrka
Tranums kyrka är en kyrkobyggnad som sedan 2006 tillhör Örslösa församling (tidigare Tranums församling) i Skara stift. Den ligger i kyrkbyn Tranum i Lidköpings kommun.

## Kyrkobyggnaden
Omkring en kilometer om nuvarande kyrka låg en medeltida kyrka. Nuvarande kyrka uppfördes åren 1873–1874 efter ritningar av arkitekt Gustaf Andersson. Nuvarande sakristia norr om koret uppfördes åren 1961–1963 efter ritningar av Adolf Niklasson.

## Inventarier
- Altartavlan tillkom 1702 och består av en calvariegrupp i halvskulptur, målad i grått, grönt och rött.
- En dopfunt av gips är från 1874 och har en brun åttasidig cuppa med speglar.
- En polygonal brun predikstol är från 1874.
- Orgeln med har nio stämmor, två manualer och pedal är byggd 1940 av Olof Hammarberg, Göteborg.